# Discografia di Neal Morse
La discografia di Neal Morse, cantautore rock progressivo statunitense attivo dagli anni ottanta e noto soprattutto per essere stato il frontman degli Spock's Beard fino al 2002, è molto vasta e comprende oltre venti album in studio, tre album tributo, sette dal vivo, cinque raccolte, oltre a cinque album video e agli oltre 100 dischi pubblicati per il fan club ufficiale Inner Circle.

## Album

### Album in studio
| Anno | Titolo |
| ---- | --- |
| 1999 | Neal Morse - Pubblicato: 5 ottobre 1999 - Etichetta: Radiant Records - Formati: CD, download digitale                                               |
| 2001 | It's Not Too Late - Pubblicato: 11 giugno 2001 - Etichetta: Radiant - Formati: CD, download digitale                                                |
| 2003 | Testimony - Pubblicato: 23 settembre 2003 - Etichetta: Radiant - Formati: 2 CD, 3 CD, download digitale                                             |
| 2004 | One - Pubblicato: 2 novembre 2004 - Etichetta: Radiant - Formati: CD, 2 CD, download digitale                                                       |
| 2005 | Lead Me Lord (Worship Sessions Volume 1) - Pubblicato: 16 aprile 2005 - Etichetta: Latter Rain - Formati: CD, download digitale                     |
| 2005 | God Won't Give Up - Pubblicato: 21 ottobre 2005 - Etichetta: Radiant - Formati: CD, download digitale                                               |
| 2005 | ? - Pubblicato: 1º novembre 2005 - Etichetta: Radiant - Formati: CD, download digitale                                                              |
| 2006 | Send the Fire (Worship Sessions Volume 2) - Pubblicato: 14 marzo 2006 - Etichetta: Radiant - Formati: CD, download digitale                         |
| 2007 | Sola scriptura - Pubblicato: 6 marzo 2007 - Etichetta: Radiant - Formati: CD, download digitale                                                     |
| 2007 | Songs from the Highway - Pubblicato: 14 aprile 2007 - Etichetta: Radiant - Formati: CD, download digitale                                           |
| 2008 | Secret Place (Worship Sessions Volume 3) - Pubblicato: 5 luglio 2008 - Etichetta: Radiant - Formati: CD, download digitale                          |
| 2008 | Lifeline - Pubblicato: 30 settembre 2008 - Etichetta: Radiant - Formati: CD, 2 CD, download digitale                                                |
| 2009 | The River (Worship Sessions Volume 4) - Pubblicato: 3 maggio 2009 - Etichetta: Radiant - Formati: CD, download digitale                             |
| 2010 | Mighty to Save (Worship Sessions Volume Five) - Pubblicato: 2010 - Etichetta: Radiant - Formati: CD                                                 |
| 2011 | Testimony Two - Pubblicato: 23 maggio 2011 - Etichetta: Radiant - Formati: 2 CD, 2 CD+DVD, download digitale                                        |
| 2012 | Momentum - Pubblicato: 11 settembre 2012 - Etichetta: Radiant - Formati: CD, CD+DVD, download digitale                                              |
| 2013 | Get in the Boat - Pubblicato: 13 febbraio 2013 - Etichetta: Radiant - Formati: CD                                                                   |
| 2014 | Songs from November - Pubblicato: 19 agosto 2014 - Etichetta: Radiant - Formati: CD, download digitale                                              |
| 2016 | To God Be the Glory - Pubblicato: 16 febbraio 2016 - Etichetta: Radiant - Formati: CD, download digitale                                            |
| 2018 | Life & Times - Pubblicato: 16 febbraio 2018 - Etichetta: Radiant - Formati: CD, LP, download digitale                                               |
| 2019 | Jesus Christ the Exorcist - Pubblicato: 14 giugno 2019 - Etichetta: Frontiers - Formati: 2 CD, 3 LP, download digitale                              |
| 2020 | Sola gratia - Pubblicato: 11 settembre 2020 - Etichetta: Inside Out Music - Formati: CD, CD+DVD, 2 LP+CD, download digitale                         |
| 2020 | Last Minute Christmas Album - Pubblicato: 19 dicembre 2020 - Etichetta: Radiant - Formati: download digitale                                        |
| 2022 | Troika (con Nick D'Virgilio e Ross Jennings) - Pubblicato: 25 febbraio 2022 - Etichetta: Inside Out Music - Formati: CD, 2 LP+CD, download digitale |

### Tributi
| Anno | Titolo |
| ---- | --- |
| 2006 | Cover to Cover (con Mike Portnoy e Randy George) - Pubblicato: 19 settembre 2006 - Etichetta: Radiant - Formati: CD, download digitale                |
| 2012 | Cover 2 Cover (con Mike Portnoy e Randy George) - Pubblicato: 23 maggio 2012 - Etichetta: Radiant - Formati: CD+DVD, download digitale                |
| 2020 | Cov3r to Cov3r (con Mike Portnoy e Randy George) - Pubblicato: 24 luglio 2020 - Etichetta: Inside Out Music - Formati: CD, 2 LP+CD, download digitale |

### Album dal vivo
| Anno | Titolo |
| ---- | --- |
| 2007 | ? Live - Pubblicato: 29 giugno 2007 - Etichetta: Radiant - Formati: 2 CD, download digitale                                        |
| 2009 | So Many Roads - Pubblicato: 10 novembre 2009 - Etichetta: Radiant - Formati: 3 CD, download digitale                               |
| 2011 | Testimony Two - Live in Los Angeles (feat. Mike Portnoy) - Pubblicato: 28 novembre 2011 - Etichetta: Radiant - Formati: 3 CD+2 DVD |
| 2013 | Live Momentum - Pubblicato: 15 febbraio 2013 - Etichetta: Radiant - Formati: 3 CD+2 DVD                                            |
| 2015 | Morsefest 2014 (feat. Mike Portnoy) - Pubblicato: 21 agosto 2015 - Etichetta: Radiant - Formati: 4 CD+2 DVD                        |
| 2017 | Morsefest 2015 - Pubblicato: 24 marzo 2017 - Etichetta: Radiant - Formati: 4 CD+2 DVD, 2 BD                                        |
| 2020 | Jesus Christ the Exorcist - Live at Morsefest 2018 - Pubblicato: 4 dicembre 2020 - Etichetta: Radiant - Formati: 2 CD+DVD, BD      |

### Raccolte
| Anno | Titolo |
| ---- | --- |
| 2000 | Merry Christmas from the Morse Family - Pubblicato: 2000 - Etichetta: Radiant - Formati: CD                                                      |
| 2003 | The Transatlantic Demos - Pubblicato: 2 aprile 2003 - Etichetta: Radiant - Formati: CD, download digitale                                        |
| 2007 | One Demos - Pubblicato: 2007 - Etichetta: Radiant - Formati: CD                                                                                  |
| 2007 | Sing It High - A Collection of Singles - Pubblicato: 2007 - Etichetta: Radiant - Formati: CD                                                     |
| 2020 | Cover to Cover Anthology (Vol. 1-3) (con Mike Portnoy e Randy George) - Pubblicato: 24 luglio 2020 - Etichetta: Inside Out Music - Formati: 3 CD |

### Inner Circle
L'Inner Circle è il fan club ufficiale di Morse, nato nel 2005. Di seguito viene riportata la lista di tutte le pubblicazioni appartenenti al fan club.
- 2005 – Inner Circle CD #1 May 2005
- 2005 – Inner Circle DVD #1 July 2005
- 2005 – Live in Berlin
- 2005 – Hitman - A Musical by Neal Morse
- 2006 – Whispers in the Wind - Acoustic Improvisations on Piano and Guitar - Inner Circle January 2006
- 2006 – Neal Morse in the 80's
- 2006 – The Europe Winter 2006 Church Tour DVD
- 2006 – Hodgepodge
- 2006 – Question Mark & Beyond Tour of Europe 2006
- 2006 – Live DVD - Live at the Kings Center Chessington, London July 8, 2006
- 2006 – Let's Polka! With Neal "Shmenge" Morse! Plus Merry Christmas
- 2007 – With a Little Help from My Friends
- 2007 – Homeland
- 2007 – ? Live
- 2007 – Inner Circle July 2007 - Encores and New Songs
- 2007 – The Making of Testimony (Rough Edit)
- 2007 – Acoustic Sunrise
- 2008 – From the Inner Circle - Inner Circle January 2008
- 2008 – Inner Circle March '08 - Demos and Live Stuff
- 2008 – From the Video Vault - Inner Circle - May 2008
- 2008 – Live Scriptura
- 2008 – Live @ 3RP (Neal Morse and Various)
- 2008 – Starless and Other Stuff
- 2009 – Roine's Love Mix
- 2009 – A Sampling of Neal Morse's Musical "Jesus Christ the Exorcist"
- 2009 – Lifeline Tour 2008 Zeche Bochum Germany Part One - Inner Circle May 2009 (Neal Morse & Various)
- 2009 – Lifeline Tour 2008 Zeche Bochum Germany Part Two - Inner Circle July 2009 (Neal Morse & Various)
- 2009 – From the Cutting Room Floor
- 2009 – Live at Xnoizz Flevo Festival 2009 - Raw and Uncut - Inner Circle DVD November 2009 (Neal Morse & Various)
- 2010 – Live at All Saints
- 2010 – Inner Circle March 2010 - A Collection of Songs and Demos Recorded in the Fall of 2009
- 2010 – Live & Acoustic
- 2010 – Covers & Others
- 2010 – Live in Seattle (con Ayalon)
- 2010 – Times and Seasons - Acoustic Improvisations and Song Ideas in the Fall of 2010
- 2011 – Spock's Beard Progfest 97 Raw & Uncut (Neal Morse/Spock's Beard)
- 2011 – Testimony 1 - Set 1 - Live at the Whittier Theater, Whittier California - November 23, 2003
- 2011 – Testimony 1 - Set 2&3 - Live at the Whittier Theater, Whittier California - November 23, 2003
- 2011 – Testimony 2... For You.
- 2011 – In the 80's and 90's
- 2011 – A Proggy Christmas
- 2012 – The Whirlwind Demo - Inner Circle CD Jan 2012
- 2012 – Neal Morse 2004 - One Under Construction Part 1 - Inner Circle DVD March 2012
- 2012 – Not for Flying Colors - Inner Circle May 2012
- 2012 – Neal Morse 2004 - One Under Construction Part 2 - Inner Circle DVD July 2012
- 2012 – Iso Soitto - Inner Circle Sept. 2012
- 2012 – Flying Colors - Island of the Lost Keyboards (Neal's Mix) (Neal Morse/Flying Colors)
- 2013 – Acoustic/Live in Mexico City (Inner Circle - Jan 2013)
- 2013 – 5 Loaves & 3 Fish - Inner Circle March 2013
- 2013 – Momentum L.A. Live (Inner Circle May 2013)
- 2013 – 19 Days in Europe (The Flower Kings & Neal Morse Band)
- 2013 – In the 90's (Inner Circle September 2013)
- 2013 – Christmas 2013 - Inner Circle
- 2014 – The Early Snow Demos (Inner Circle Jan 2014)
- 2014 – Live in Cuijk (Inner Circle March 2014)
- 2014 – The Momentum Demos (Inner Circle May 2014)
- 2014 – Live in India (July Inner Circle DVD) (Neal Morse Band)
- 2014 – The Kaleidoscope Demos Part 1 - Inner Circle September 2014
- 2014 – The Kaleidoscope Demos Part 2 - Inner Circle Nov 2014
- 2015 – Inner Circle January 2015 - The Making of Question Mark
- 2015 – More Songs from November - Inner Circle March 2015
- 2015 – Live in Athens (Inner Circle - May 2015) (The Neal Morse Band)
- 2015 – Inner Circle Concert - Morsefest 2014 (July Inner Circle 2015)
- 2015 – The Sola Scriptura Sessions (Inner Circle - September 2015)
- 2015 – Acoustic Sketches - A Collection of Acoustic Songs from the Alive Again Tour (Inner Circle November 2015)
- 2016 – Cruise to the Edge 2015 (Inner Circle January 2016) (The Neal Morse Band)
- 2016 – The Grand Experiment Demos (Inner Circle March 2016) (The Neal Morse Band)
- 2016 – Scenes from a Prog Cruise (Inner Circle - May 2016)
- 2016 – Falling Forever and the Kansas Demos (Inner Circle, July 2016)
- 2016 – A Day in the Life (Inner Circle - September 2016)
- 2016 – The Blues Sessions (Inner Circle - November 2016)
- 2017 – Commentary of a Dream Part One
- 2017 – Commentary of a Dream Part Two
- 2017 – The Similitude of a Dream - Demos Part 1 (Inner Circle - May 2017) (The Neal Morse Band)
- 2017 – Inner Circle 2015
- 2017 – Testimony 2 Demos (Inner Circle - September 2017)
- 2017 – Spock's Beard Jam: Morsefest 2016 - Inner Circle (Spock's Beard)
- 2018 – Live and Acoustic at Morsefest 2017
- 2018 – Morsefest 2016 Storytellers - Part 1 (Neal Morse and Friends)
- 2018 – Morsefest 2016 Storytellers - Part 2 (Neal Morse and Friends)
- 2018 – Life & Times Tour: Live in NYC and a Few Other Places
- 2018 – Jesus Christ the Exorcist Demos
- 2018 – The Similitude of a Dream - Demos Part 2 (Inner Circle - November 2018) (The Neal Morse Band)
- 2019 – Live in Limbourg (The Neal Morse Band)
- 2019 – The Great Adventure: Commentary (March 2019 - Inner Circle DVD) (The Neal Morse Band)
- 2019 – NMB 3: Beginning the Adventure (Inner Circle - May 2019) (The Neal Morse Band)
- 2019 – Voices of the Beard - Storytellers 2 (Neal Morse and Friends)
- 2019 – Second Nature Roughs (Flying Colors)
- 2019 – More Songs About Coffee & My Wife
- 2020 – But Wait ... There's More! (Spock's Beard)
- 2020 – NMB 3: Continuing the Adventure (Inner Circle - March 2020) (The Neal Morse Band)
- 2020 – Morsefest 2019 Inner Circle Concert - A Year in Neal's Life (Neal Morse and Friends)
- 2020 – Covers & Encores (Inner Circle - July 2020)
- 2020 – A Whole Nother Trip - Neal's RV Adventure (Inner Circle September 2020)
- 2020 – Live at Sweden Rock 2014 & Live at Wetlands Preserve - NYC 2000 (Inner Circle November 2020) (Transatlantic)
- 2021 – NMB 3 - Some More Adventures (Inner Circle - January 2021) (The Neal Morse Band)
- 2021 – The Absolute Universe - The Making of Breath of Life (Abridged Version) (Inner Circle - March 2021) (Transatlantic)
- 2021 – The Absolute Universe Demos (Inner Circle - May 2021)
- 2021 – The Making of Lifeline
- 2021 – Morsefest 2020 Cover to Cover Night Commentary (Inner Circle September 2021)
- 2021 – Solo Gratia - The Demos (Inner Circle November 2021)
- 2022 – Live in Bochum 1998 (Spock's Beard)
- 2022 – A U.S. Tour of Innocence and Danger (Inner Circle - March 2022) (The Neal Morse Band)
- 2022 – Troika Demos - Inner Circle: May 2022

## Videografia

### Album video
- 2004 – Testimony Live
- 2007 – Sola scriptura and Beyond
- 2015 – Morsefest 2014 (feat. Mike Portnoy)
- 2017 – Morsefest 2015
- 2018 – Life and Times Live